# Rod Stewart
Rod Stewart CBE (* 10. ledna 1945 Londýn, Anglie), rodným jménem Roderick David Stewart je britský rockový a popový zpěvák, skladatel a hudební producent.

## Životopis
Stewartův otec Robert Joseph Stewart (1904–1990) byl skotský stavitel a matka Angličanka Elsie Rebecca Gilbartová (1905–1996). Manželský pár žil ve skotském Edinburghu, kde se jim narodili dva synové a dvě dcery. Později se přestěhovali na předměstí severního Londýna , kde se jim v roce 1945 narodil syn Roderick.
V hudebním světě se pohybuje od roku 1962, kdy začínal jako pomocný zpěvák v kapele Raye Daviese. O dva roky později posílil skupinu Jimmy Powell & the Five Dimensions coby zpěvák a hráč na harmoniku. Zlom přišel až se skupinou The Faces, která však existovala jen krátce (1969–1975). Poté se Stewart vydal na sólovou dráhu. V roce 1971 se se svým třetím albem Every Picture Tells a Story a hitem Maggie May dostal na první místa hitparád jak ve Spojeném království, tak i v USA. V roce 2016 mu britský princ William za jeho přínos hudbě a charitě udělil Řád britského impéria. Během své kariéry nahrál přes 30 studiových alb. Do roku 2020 prodal přes 250 milionů desek.
Dne 7. listopadu 2016 odehrál koncert v pražské O2 areně. Koncert v rámci jeho turné From Gasoline Alley to Another Country: Hits 2016 propagoval své 30. album Another Country.
Rod Stewart od ruské invaze v roce 2022 podporuje Ukrajinu. Ukrajinským uprchlíkům v Británii pronajal dům a další zaměstnává. V roce 2024, v 79 letech, vyjel na rozlučkové turné k ukončení kariéry. Na koncertě v Lipsku se oblékl do ukrajinských barev, promítal záběry z válkou zničené Ukrajiny a ruskému prezidentovi Vladimiru Putinovi adresoval urážku. Obecenstvo reagovalo pískotem a bučením. Stewart poté uvedl, že ve své podpoře Ukrajiny bude pokračovat. „Putin musí být zastaven,“ řekl.

### Osobní život
Rod Stewart se třikrát oženil, naposled v roce 2007 s modelkou a fotografkou Penny Lancaster, se kterou má syny Alastaira a Aidena. Celkem má 8 dětí. V mládí hrál aktivně fotbal a věnoval se modelové železnici. Ve svém domě v Los Angeles má modelovou železnici na ploše 7 × 37,8 metru v měřítku H0. V roce 2019 byl jeho majetek odhadován na 190 milionů liber a patřil mezi 10 nejbohatších lidí v britském hudebním průmyslu.

## Diskografie
- 1969 – An Old Raincoat Won't Ever let You Down
- 1969 – The Rod Stewart Album
- 1970 – Gasoline Alley
- 1971 – Every Picture Tells a Story
- 1972 – Never a Dull Moment
- 1974 – Smiler
- 1975 – Atlantic Crossing
- 1976 – A Night On The Town
- 1977 – Foot Loose & Fancy Free
- 1978 – Blondes Have More Fun
- 1979 – Musical Biography with Alison Steel
- 1980 – Foolish Behavior
- 1981 – Tonight I'm Your
- 1982 – Absolutely Life
- 1983 – Body Wishes
- 1984 – Camouflage
- 1986 – Rod Stewart
- 1988 – Out of Order
- 1991 – Vagabond Heart
- 1995 – Spanner in the Work
- 1996 – If We Fall In Love Tonight
- 1998 – When We Were the New Boy
- 2000 – Human
- 2002 – It Had To Be You: The Great American Songbook
- 2003 – As Time Goes By: the Great American Songbook 2
- 2004 – Stardust: The Great American Songbook 3
- 2005 – Thanks For The Memory: The Great American Songbook 4
- 2006 – Still the Same... Great Rock Classics of Our Time
- 2009 – Soulbook
- 2010 – Once in a Blue Moon: The Lost Album
- 2010 – Fly Me to the Moon... The Great American Songbook Volume V
- 2012 – Merry Christmas, Baby
- 2013 – Time
- 2015 – Another Country
- 2018 – Blood Red Roses
- 2021 – The Tears of Hercules
- 2024 – Swing Fever with Jools Holland

## Citát
| „ | Závěrečná část mé kariéry trvá déle než kariéra některých současných interpretů. | “ |